# Melanagromyza caerulea
Melanagromyza caerulea este o specie de muște din genul Melanagromyza, familia Agromyzidae, descrisă de Malloch în anul 1913. Conform Catalogue of Life specia Melanagromyza caerulea nu are subspecii cunoscute.